# Midir
 (juin 2025).
Si vous disposez d'ouvrages ou d'articles de référence ou si vous connaissez des sites web de qualité traitant du thème abordé ici, merci de compléter l'article en donnant les références utiles à sa vérifiabilité et en les liant à la section « Notes et références ».
Midir, dans la mythologie celtique irlandaise, est le dieu souverain de l’Autre Monde (voir article Sidh) des Tuatha Dé Danann (« gens de la tribu de Dana»). C’est l’équivalent du dieu gaulois Medros[réf. nécessaire]. Après la défaite des Tuatha Dé Danann par les Milesiens, il réside dans le sidh de Breg Leith. Personnalité importante, il est très présent dans les récits du « cycle d’Étain ». Frère du Dagda, il est parfois considéré comme son double. Il est chargé de l’éducation d’Oengus (aussi appelé Mac Oc), l’enfant-dieu que son frère a eu avec Eithne.

## La jalousie de Fuamnach
Lors d’un festin donné par son neveu Oengus, il est blessé à un œil et soigné par Diancecht, le dieu-médecin des Tuatha Dé Danann. En compensation du dommage subi, il demande qu’on lui donne un manteau, un char et la plus belle fille d’Irlande, qui se trouve être la déesse Étain. À l’instant de leur rencontre, il en tombe immédiatement amoureux et décide d’en faire sa maîtresse. Mais il a déjà une épouse légitime, la magicienne Fuamnach, qui est d’une extrême jalousie. Elle va poursuivre l’intruse se servant des sortilèges les plus puissants de sa magie, mais elle n’a pas le pouvoir de la tuer. Elle la transforme en mare d’eau en la touchant avec une branche de sorbier, puis en mouche qu’un vent druidique emporte dans les airs pendant sept années. Elle devient un ver de terre minuscule et tombe dans une coupe. Sous cette forme, elle est avalée puis « accouchée » par l’épouse du roi d’Ulster, Etar. C’est ainsi qu’elle peut renaître. Fuamnach ne peut reconquérir Midir qui, lassé de ces péripéties, la fait assassiner.

## La partie d'échecs
Étain épouse Eochaid Airem, le Ard ri Érenn (roi suprême d’Irlande), mais Midir qui veut la récupérer, propose au roi une partie d’échecs, dont l’enjeu est sa propre femme. Eochaid perd, mais ne tient pas parole et bannit définitivement le dieu de sa capitale Tara. Cependant, Midir parvient à entrer dans la ville et dans le palais, et rejoint Étain. Tous les deux se transforment en cygnes et s’envolent. Le roi les poursuit dans tous les sidh, mais le dieu va user de sa magie : il transforme cinquante jeunes filles en sosies d’Étain et demande à Eochaid d’en choisir une, une seule. Le roi s’exécute et sûr de son choix couche avec la fille, qui s’avère être sa propre fille. De cette relation incestueuse, va naître une fille, à l’origine d’une dynastie de rois.